# SN 2003ae
SN 2003ae – supernowa typu Ia odkryta 23 stycznia 2003 roku w galaktyce A092822+2726. W momencie odkrycia miała maksymalną jasność 17,90m.